# Comune di Billund
Il comune di Billund (in danese Billund Kommune) è un comune della Danimarca situato nella regione della Danimarca Meridionale (Syddanmark).
Capoluogo e sede amministrativa è la città omonima.
In seguito alla riforma amministrativa del 1º gennaio 2007 il comune è stato riformato accorpando il comune di Grindsted.

## Centri abitati
I centri abitati principali del comune sono:
- Grindsted (9 745)
- Billund (7 307)
- Sønder Omme (1 710)
- Vorbasse (1 261)